# Giacomo Lacerenza
Giacomo Lacerenza (Trinitapoli, 1885 – Rome, 1952) was een Italiaans componist, muziekpedagoog, dirigent en trompettist. Hij is de vader van de componisten, dirigenten en muzikanten Amleto Lacerenza (1910-1972), Angelo Lacerenza, Rosario Lacerenza en Michele Lacerenza (1922-1989).

## Levensloop
Lacerenza was een echt muzikaal wonderkind, dat al op zesjarige de 1e bugel en later de 1e trompet in de plaatselijke banda (harmonieorkest) bespeelde. Hij werd ook ingehuurd door verschillende harmonieorkesten in de hele regio. Op 16-jarige leeftijd won hij een wedstrijd voor trompettisten en werd ervoor beloond door de koning Victor Emanuel III van Italië tijdens de parade in de stad Casorate Sempione. Ook in 1906 won hij een wedstrijd tijdens een tentoonstelling in Milaan. Hij studeerde compositie en HaFa-instrumentatie bij Tommaso Ferrante aan de Accademia Filarmonica di Bologna en behaalde in 1914 zijn diploma's aldaar. 
Als dirigent was hij verbonden aan het Corpo Bandistico "Francesco Trani" di Montemesola van 1927 tot 1931, aan de Banda musicale di Laterza, aan de Concerto Musicale Città di Trinitapoli tot 1939, aan de Associazione Bandistica Città di Morlupo gedurende de Tweede Wereldoorlog en aan de Concerto Bandistico San Polo dei Cavalieri 1863 van 1947 tot 1954. 
Als docent voor trompet was hij verbonden aan het Conservatorio di Foggia "Umberto Giordano". Nadat hij was naar Rome verhuisd werd hij docent aan de Accademia Nazionale di Santa Cecilia in Rome. 
Zijn compositorisch oeuvre is omvangrijk. Hij schreef symfonische gedichten, ouvertures en marsen. Lacerenza schreef belangrijke werken geschreven voor de Goede Week in Tarente, waarvan de treurmars Tristezze het bekendst is. Maar ook zijn andere werken in dit genre A mio fratello, A mio padre, Ad Annam, Ad Un vivente werden in heel Italië en daarbuiten bekend. 

## Composities

### Werken voor banda (harmonieorkest)
- A mio fratello, treurmars
- A mio padre, treurmars
- Ad Annam, treurmars
- Ad Un vivente, treurmars
- Ai miei nemici, treurmars
- Alla Cara memoria di Savino Murgese, treurmars
- Amare flebis, treurmars
- Christus, voor gemengd koor en harmonieorkest
- Dolores, treurmars
- Ecce Homo, treurmars
- Pastorale natalizia nr. 1[2][3]
- Pastorale natalizia nr. 2[4]
- Sepulcrum, treurmars
- Serenità, marcia sinfonica
- Tristezze, treurmars[5]
- Victoribus